# Чепурнова, Виктория Сергеевна
Виктория Сергеевна Чепурнова (родилась 3 декабря 1999 года) — российская хоккеистка на траве, полузащитница клуба «Дончанка» (Волгодонск). Обладательница 1 разряда по хоккею на траве.

## Биография
Воспитанница хоккейного клуба «Дончанка», выступает за него с 2015 года. За клуб провела 87 игр, забила 9 голов. Соревнуется в чемпионате России и за команду Ростовской области, отметилась в 34 играх 14 голами.
В составе сборной России до 16 лет в июле 2014 года Виктория выиграла чемпионат Европы среди команд 2-го дивизиона: россиянки переиграли команды Италии (8:0), Польши (4:0), Чехии (3:2) и Австрии (10:1). В 2017 году в составе сборной России U-21 отметилась победой на чемпионате Европы во втором дивизионе, прошедшем в Чехии: были обыграны Шотландия, Австрия, Чехия и Турция на предварительном этапе, а в финале побеждена Белоруссия со счётом 3:0. В том же году вышла в финал второго дивизиона чемпионата Европы, где россиянки проиграли Белоруссии 1:2, но вышли в высший дивизион чемпионата Европы.
В 2019 году заявлена на молодёжный чемпионат Европы (игроки до 21 года) в Валенсии: Россия заняла 5-е место, переиграв в упорном поединке в серии пенальти Англию (2:2 ничья, 3:2 по пенальти) и завоевав путёвку на молодёжный чемпионат мира. Заявлена и на чемпионат Европы 2019 года в Антверпене (сыграла 5 матчей, Россия заняла 7-е место).